# Sistema de puntuación en bádminton
El sistema de puntuación en bádminton actual, llamado oficialmente 3 x 21 rally point scoring system, lo adoptó la Federación Internacional de Bádminton el 6 de mayo de 2006, después de estar en pruebas desde principios de año en las competiciones internacionales de la IBF. Todas las modalidades oficiales de bádminton se disputan al mejor de 3 sets de 21 puntos cada uno.

## Puntuación en individual
El primer jugador que llegue a 21 puntos será el ganador del set ("parcial" en español). El jugador que gane 2 de los 3 sets o el jugador que gane el intercambio de golpes sumará un punto (rally) en el marcador, además sacado. Si el set es empatado a 20, seguirá jugando hasta quien tenga ventaja de dos puntos, excepto que cuando hay empate a 29, se juega muerte súbita. Quien gana este punto gana.        
Cuando el primero de los dos jugadores llegue a 11 puntos, se dispondrá de un descanso de 1 minuto. También hay un descanso de 2 minutos entre set y set.
La ubicación en el servicio y la recepción resulta muy sencilla: cuando el jugador que saca tiene un número par de puntos realiza el servicio desde la derecha, mientras que si el número de puntos es impar lo hace desde la izquierda. El jugador que recibe debe situarse en su diagonal, ya que el saque se debe hacer cruzado.
Si un jugador llega a los dos sets antes de jugar tres ha ganado.
El partido dura 3 sets.

## Puntuación en dobles
Con la nueva normativa, en los dobles también se produjeron otros cambios importantes. La puntuación funciona exactamente igual que en individual, pero además cada pareja solo dispone de un servicio (a diferencia del sistema anterior, en el cual se disponía de dos servicios). La ubicación de cada jugador en el saque y la recepción resulta algo más compleja que en individual.
En el esquema de abajo se explica el sistema de puntuación 3x21 para los partidos de dobles:
En un partido de dobles A y B contra C y D. A y B ganan el sorteo y deciden servir. A sirve hacia C. A será el servidor inicial, mientras que C será el receptor inicial.

## Sistemas de puntuación anteriores
Anteriormente, los partidos de bádminton se jugaban a tres sets o partes, cada uno de los cuales se disputaba a 15 puntos. Los puntos se obtenían cuando el jugador o pareja que había puesto el volante en juego conseguía que el contrario no lo devolviera adecuadamente.
En caso de producirse un empate a 14 puntos, el primer jugador que obtenía tal puntuación podía escoger que el set se disputara a 15 puntos o se prolongara hasta los 17.
Antiguamente sucedía lo mismo con el empate a 13; el primer jugador en llegar a esa puntuación escogía si el set debía llegar a 15 o a 18 puntos. Sin embargo, esta opción se eliminó a finales del siglo pasado.
En el año 2002 la IBF decidió también cambiar el sistema de puntuación, y pasar de 3 sets a 15 puntos cada uno, 11 en individual femenino, a 5 sets de 7 puntos por set (también con cambio de saque), con el objetivo de incrementar la presencia del bádminton en televisión. Debido al poco éxito del cambio, al año siguiente se restableció el sistema antiguo, aunque con leves modificaciones: el dobles femenino y el dobles mixtos también se jugaban a 11 puntos. Estas pequeñas modificaciones finalmente también fueron suprimidas.